# تیم ملی بسکتبال مردان سنت کیتس و نویس
تیم ملی بسکتبال سنت کیتس و نویس نماینده سنت کیتس و نویس در مسابقات بین‌المللی است.